# 尾中琴美
尾中 琴美（おなか ことみ、1997年1月5日 - ）は、日本の女優。福岡県出身。

## 略歴
2009年、第12回全日本国民的美少女コンテストで審査員特別賞を受賞。
2012年、ウナガールオーディションでグランプリを獲得。
2013年、『泣くな、はらちゃん』第4話高校生役で女優デビュー。

## 人物
事務所のレッスン同期に吉本実憂、沖津海友、入江麻衣子、大槻瞳、白鳥羽純などがいる。

## 出演
太字は主演、もしくはメインキャラクター。

### テレビドラマ
- 泣くな、はらちゃん（2013年2月9日、日本テレビ） - 高校生 役
- 獣医さん、事件ですよ（2014年7月24日、読売テレビ） - ギャル 役
- 黒蜥蜴（2015年12月22日、関西テレビ） - 若き黒蜥蜴 役
- ヒガンバナ〜警視庁捜査七課〜（2016年2月10日、日本テレビ） - 長見透子 役[2]
- ドクターカー（2016年6月23日、読売テレビ） - 藤井杏奈 役
- 侠飯〜おとこめし〜（2016年9月16日、テレビ東京） - 学生 役

### 舞台
- 純平、考えなおせ（2014年11月28日 - 30日、紀伊國屋ホール） - 高校生 役
- flow flow（2015年1月21日 - 25日、シアタールノン）
- ゴジのラ（2015年5月1日 - 3日、新宿シアターモリエール）
- 新釈・ロクモンセン〜真田十勇士伝説〜（2015年10月28日 - 11月3日、全労済ホールスペース・ゼロ）- クノイチ青 役

### 映画
- Online Friend（2014年）
- なけもしないくせに（2015年） - カオリ 役
- 儚時計〜1950年の名古屋と大学生活〜（2016年） - 藤原七海 / 江木夢子 役

### CM
- 興和「ウナコーワ虫よけ当番」「新ウナコーワクール」（2012年）
- 専修大学（2014年）
- プルデンシャル生命保険（2014年）
- UQコミュニケーションズ（2016年）

### その他
- 博多駅マイング博多駅名店街プロモーション（2010年11月 - 2013年） - マインちゃん 役